# Caio Dídio
Caio Dídio (em latim: Gaius Didius; m. 45 a.C.) foi um militar romano que chegou ao posto de praefectus navium (comandante da frota) sob o comando de Júlio César durante a Segunda Guerra Civil da República Romana (49–45 a.C.).

## História
Dídio foi encarregado de levar as tropas cesarianas da Sardenha para a Hispânia depois da Batalha de Tapso (46 a.C.) para enfrentar Pompeu, o Jovem, que, juntamente com seu irmão, Sexto Pompeu, e Tito Labieno, um antigo general de César na Gália, havia cruzado da África para a Hispânia com um novo exército.
Em 46 a.C., Dídio derrotou uma frota pompeiana comandada por Públio Ácio Varo na Batalha de Carteia e o historiador Dião Cássio conta que se Varo não tivesse fugido para terra e não tivesse fechado a entrada do porto com as âncoras de seus navios, ele teria perdido todos os seus navios. Em abril de 45 a.C., depois da Batalha de Munda, quando estava em Cádiz no comando da esquadra cesariana, Dídio soube que os partidários de César haviam assumido o controle de Carteia e que Pompeu, o Jovem, havia fugido, ferido, com os vinte navios de guerra sobreviventes da batalha naval do ano anterior. Dídio o perseguiu e atacou sua frota, capturando alguns navios e incendiando as demais, mas não conseguiu evitar que Pompeu escapasse com tropas lusitanas para um monte fortificado na costa. Dídio desembarcou suas tropas e conseguiu capturar e matar Pompeu, cuja cabeça foi enviada para Híspalis e exibida para o público. 
Satisfeito com sua vitória, Dídio acampou para efetuar reparos em seus navios e acabou emboscado pelos lusitanos que estavam com Pompeu. Dídio e quase todos os seus homens foram mortos.